# Київміськбуд
Київміськбуд — українська будівельна компанія, оператор ринку нерухомості. До холдингу входить 38 організацій. 80 % акцій належать Києву.
Компанія в основному працює в Києві, також у інших містах: Житомирі, Полтаві, Бучі, до війни також в Севастополі та Луганську.

## Історія
Компанію створено 1955 року зі створення Головного управління житлового і цивільного будівництва при Київському міськвиконкомі на базі спеціалізованих підприємств Києва.
Створення домобудівних комбінатів дало можливість почати в Києві багатопанельне домобудівництво. Перший 5-поверховий панельний будинок побудовано на бульварі Дружби Народів вже 1958 року.
У період між 1959 та 1962 роками була закладена база багатопанельного будівництва, а саме комбінатів № 1 і № 3.
У 1972 почав працювати найбільший в Україні завод залізобетонних конструкцій № 5.
У 1972 розпочалось будівництво масштабного житлового масиву Троєщина-Вигурівщина у Києві. Проект було розраховано на 500 тис. мешканців.
20 січня 1992 року «Головкиївміськбуд» було перетворено в корпорацію «Київміськбуд».
12 вересня 1994 року Розпорядженням представника Президента України в м. Києві Л. Косаківського № 786 корпорація була перетворена на державну комунальну холдингову компанію.
15 травня 1995 року Виконком Київської міської ради ухвалив рішення № 147 «Про створення державної комунальної холдингової компанії „Київміськбуд“ та затвердження установчих документів». Президентом ХК «Київміськбуд» призначений В.Поляченко.
У 2014 «Київміськбуд» внесли до Книги рекордів України, як забудовника, який звів найбільшу кількість квадратних метрів нерухомості. Зокрема компанія звела понад 45 млн кв. м. житла, 649 дитсадків, 345 шкіл, більше 200 великих закладів охорони здоров'я, тисячі будинків і споруд торговельного і побутового обслуговування, десятки кінотеатрів, бібліотек, готелів; сотні лабораторних і навчальних корпусів, науково-дослідних інститутів і університетів; десятки тисяч кілометрів доріг, інженерних мереж та комунікацій різноманітного призначення.
У 2019 році після переговорів з Укрбуд, київською міською владою та Офісом президента, Київміськбуд погодився завершити будівництво всіх об'єктів Укрбуду, які остання неспроможна добудувати самостійно у зв'язку з фінансовими труднощами.Проведений на початку 2020 року аудит об'єктів «Укрбуд» показав, що на добудову комплексів не вистачає 2,1 млрд грн.Станом на липень 2021 року «Київміськбудом» прийнято 18 об'єктів корпорації «Укрбуд». Це ЖК «Пектораль», «Новомостицький», «Сонячна Рів'єра», «Харківський», «Гармонія», «Кирилівський гай», «Гвардійський», «Freedom», «Lake house», «Twin house», «Urban park», «Академ Парк», «Шевченківський», «Поділ Град», «Злагода», «Оберіг — 2», «Чарівне місто» і «Art House».

### Керівництво
- (1955—1963) Лисенко Микола Прокопович
- (1963—1968) Гусєв Володимир Олексійович
- (1968—1970) Стремоухов Павло Семенович
- (1970—1976) Огарков Володимир Іванович
- (1976—1980) Бондаренко Євген Валентинович
- (1980—1984) Гречко Борис Олександрович
- (1984—1987) Сілецький Олександр Пилипович
- (1987—1992) Мартиненко Анатолій Павлович
- (1992—2006) Поляченко Володимир Аврумович
- (2006—2009) Шилюк Петро Степанович
- (2009—2010) Можар Василь Михайлович
- (2010—2012) Голиця Михайло Миколайович
- (з 2012) Кушнір Ігор Миколайович

## Об'єкти

### Житлові будинки
З 2010 року компанія збудувала 137 будинків у 67 житлових комплексах. Станом на липень 2021 року ще 103 будинки в 30 ЖК в процесі будівництва. Середня затримка здачі об'єктів — 8 місяців (станом на вересень 2021 року).
| Житлові будинки                 | Житлові будинки | Житлові будинки | Житлові будинки |
| Назва                           | Буд.            | Пов.            | Збудовано       |
| ------------------------------- | --------------- | --------------- | --------------- |
| ЖК «Златоустівський»            | 5               | 21              | 2014            |
| ЖК «Ново-Деміївський»           | 1               | 23              | 2014            |
| ЖК «Амурський»                  | 1               | 25              | 2015            |
| вул. Дубініна 5/11 і 7/14       | 2               | 9               | 2016            |
| ЖК «Возз'єднання»               | 2               | 35              | 2016            |
| ЖК «Гарматна»                   | 2               | 24              | 2016            |
| ЖК «Глушкова»                   | 3               | 24              | 2016            |
| ЖК «Французький Квартал»        | 5               | 25              | 2016            |
| ЖК «Чоколівський»               | 1               | 5               | 2016            |
| вул. Освіти 16 і 16а            | 2               | 25              | 2017            |
| ЖК «Драгоманова»                | 1               | 13              | 2017            |
| вул. Горлівська, 215            | 1               | 26              | 2018            |
| ЖК «Новомостицько-Замковецький» | 8               | 17              | 2018            |
| ЖК «Costa Fontana»              | 3               | 8               | 2018            |
| ЖК «Лейпцизька»                 | 1               | 17              | 2019            |
| ЖК «Каховська»                  | 5               | 26              | 2020            |
| ЖК «Коломийський»               | 1               | 9               | 2020            |
| ЖК «Абрикосовий»                | 3               | 26              | 2021            |
| ЖК «Відрада»                    | 7               | 25              | 2021            |
| АК «В Пущі Водиці»              | 1               | 5               | 2021            |
| ЖК «Італійський Квартал»        | 14              | 4               | 2021            |
| ЖК «Медовий»                    | 3               | 26              | 2021            |
| ЖК «Медовий-2»                  | 3               | 26              | 2021            |
| ЖК «Райдужний»                  | 3               | 26              | 2021            |
| ЖК «Урлівський-1»               | 7               | 26              | 2021            |
| ЖК «Урлівський-2»               | 4               | 26              | 2021            |
| ЖК «Manhattan City»             | 3               | 36              | 2021            |
| ЖК «Mirax»                      | 7               | 28              | 2021            |

### Муніципальні об'єкти та пам'ятки архітектури
Київміськбуд був безпосереднім учасником зведення і відновлення численних муніципальних об'єктів.
- За часів радянської епохи були збудовані готелі «Славутич», «Либідь», «Київ», «Спорт», «Хрещатик», «Салют», «Козацький», меморіальний комплекс Великої Вітчизняної війни, споруда АСК телебачення, університети, універсами, промислові об'єкти і споруди, лабораторні корпуси тощо.
- Окрім того, компанія реконструйовувала такі об'єкти як Палац культури «Україна», Національна філармонія, оновлені площі та вулиці Києва, переобладнання транспортних вузлів біля станції метро «Почайна», автовокзалу, площі Слави.
- З об'єктів транспортної інфраструктури були також збудовані багатофункціональні транспортні розв'язки у кількох рівнях — по вулиці О. Теліги та Севастопольської площі.
- Південний залізничний вокзал було збудовано за рекордні 158 днів.
- У 2011 реконструйований НСК Олімпійський до фінальної частини ЄВРО-2012.

## Визнання
- 2 березня 1966 — орденом Леніна.[20]
- 2018 — очолив рейтинг найбільших забудовників Києва.[21]
- У 2017 році посів перше місце в рейтингу найнадійніших забудовників, звання «Лідер будівельної галузі» за версією журналу «Forbes.Україна».
- 2017 року та І місце в рейтингу будівельних компаній Києва «Ліга. Бізнес» 2017 року.[22][23]
- 2018 — «Лідер галузі — 2018» (на основі Національного бізнес-рейтингу в Україні).
- 2019 — лідер ТОП-10 забудовників Києва за версією журналу «БІЗНЕС».
- 2020 — звання «Лідер галузі — 2020».[24]
- 2020 — І місце у ТОП-15 найбільших девелоперів Києва за версією журналу «Новий час».[25]
- 2020 — І місце у рейтингу столичних забудовників порталу «Мінфін».[26]